# Pro D2 2017-18
El campeonato de rugby a XV de Francia de segunda división de 2017-2018, más conocido como Pro D2 2017-2018 fue la 18.ª edición del campeonato francés de segunda categoría de rugby union. En este campeonato se enfrentaron dieciséis equipos de Francia. Los equipos compitieron por el ascenso a máxima categoría, intentado evitar el descenso al Fédérale 1.

## Sistema de competición
El sistema de competición constó de dos fases. La primera es la fase regular, que fue un sistema de «ida y vuelta» en el que todos los equipos debieron enfrentarse entre ellos una vez por sesión.
La segunda fase se jugó entre los clasificados para la promoción (2º, 3º, 4º y 5º de la clasificación) por ver quien sería promovido al Campeonato de Francia de Rugby a XV junto al primer clasificado, quien ascendieron de forma directa.
Adicionalmente, las dos últimas posiciones en la tabla al final de la fase regular corresponden a los equipos que para la siguiente temporada descendieron al Fédérale 1, la tercera división del rugby francés.

## Equipos participantes
| Equipo                       | Ciudad          | Clas.          | Estadio                        | Capacidad | Entrenador(es)                                                  |
| ---------------------------- | --------------- | -------------- | ------------------------------ | --------- | --------------------------------------------------------------- |
| Aviron Bayonnais             | Bayona          | 14 (Top 14)    | Stade Jean-Dauger              | 14 042    | Philippe Sella Mathieu Blin Stéphane Prosper Mauricio Reggiardo |
| RC Massy                     | Massy (Essonne) | 1 (Fédérale 1) | Stade Jules-Ladoumègue         | 4 500     | Didier Faugeron Victor Didebulidze Stéphane Gonin               |
| Stade Aurillacois            | Aurillac        | 8              | Stade Jean-Alric               | 10 000    | Jeremy Davidson Thierry Peuchlestrade                           |
| AS Béziers                   | Béziers         | 10             | Stade de la Méditerranée       | 18 555    | Christophe Hamacek Manny Edmonds                                |
| Biarritz Olympique PB        | Biarritz        | 5              | Aguilera                       | 15 000    | Jack Isaac Frédéric Garcia David Darricarrère                   |
| USO Nevers                   | Nevers          | 2 (Fédérale 1) | Stade du Pré Fleuri            | 7 500     | Xavier Péméja Guillaume Jan Sébastien Fouassier                 |
| US Carcassonne XV            | Carcasona       | 9              | Stade Albert-Domec             | 10 000    | Mathieu Cidre Nicolas Nadau                                     |
| Colomiers Rugby              | Colomiers       | 7              | Stade Michel-Bendichou         | 11 000    | Bernard Goutta Philippe Filiatre                                |
| US Dacquoise                 | Dax             | 14             | Stade Maurice-Boyau            | 16 170    | Patrick Furet Raphaël Saint-André                               |
| Stade Montois                | Mont-de-Marsan  | 4              | Stade Guy-Boniface             | 10 000    | Christophe Laussucq David Auradou                               |
| US Montauban                 | Montauban       | 3              | Stade Sapiac                   | 10 600    | Pierre-Philippe Lafond Chris Whitaker                           |
| RC Narbonne                  | Narbona         | 12             | Parc des Sports et de l'Amitié | 12 000    | Christian Labit Patricio Noriega Steve Kefu                     |
| FC Grenoble                  | Grenoble        | 13 (Top 14)    | Stade des Alpes                | 20 000    | Stéphane Glas Dewald Senekal                                    |
| US Arlequine Perpignan       | Perpiñán        | 6              | Stade Aimé-Giral               | 14 593    | Christian Lanta Philippe Benetton François Gelez                |
| Soyaux Angoulême XV Charente | Angulema        | 13             | Stade Chanzy                   | 6 600     | Julien Laïrle Rémy Ladauge                                      |
| RC Vannes                    | Vannes          | 11             | Stade de la Rabine             | 9 500     | Jean-Noël Spitzer                                               |

### Equipos por regiones
| Región | N.º | Equipos                                                                                      | Mapa |
| --- | --- | -------------------------------------------------------------------------------------------- | --- |
| Occitania | 6   | AS Béziers US Carcassonne XV Colomiers Rugby US Montalban RC Narbonne US Arlequine Perpignan | \| Stade Aurillacois Aviron Bayonnais AS Béziers Biarritz Olympique US Carcassonne Colomiers Rugby US Dax Stade Montois US Montauban RC Massy RC Narbonne USO Nevers USA Perpignan Soyaux Angoulême XV RC Vannes FC Grenoble \| |
| Nueva Aquitania | 5   | Aviron Bayonnais Biarritz Olympique PB Soyaux Angoulême XV Charente US Dax Stade Montois     | \| Stade Aurillacois Aviron Bayonnais AS Béziers Biarritz Olympique US Carcassonne Colomiers Rugby US Dax Stade Montois US Montauban RC Massy RC Narbonne USO Nevers USA Perpignan Soyaux Angoulême XV RC Vannes FC Grenoble \| |
| AURA | 2   | Stade Aurillacois US Oyonnax                                                                 | \| Stade Aurillacois Aviron Bayonnais AS Béziers Biarritz Olympique US Carcassonne Colomiers Rugby US Dax Stade Montois US Montauban RC Massy RC Narbonne USO Nevers USA Perpignan Soyaux Angoulême XV RC Vannes FC Grenoble \| |
| Bretaña | 1   | RC Vannes                                                                                    | \| Stade Aurillacois Aviron Bayonnais AS Béziers Biarritz Olympique US Carcassonne Colomiers Rugby US Dax Stade Montois US Montauban RC Massy RC Narbonne USO Nevers USA Perpignan Soyaux Angoulême XV RC Vannes FC Grenoble \| |
| Isla de Francia | 1   | RC Massy                                                                                     | \| Stade Aurillacois Aviron Bayonnais AS Béziers Biarritz Olympique US Carcassonne Colomiers Rugby US Dax Stade Montois US Montauban RC Massy RC Narbonne USO Nevers USA Perpignan Soyaux Angoulême XV RC Vannes FC Grenoble \| |
| Borgoña-Franco Condado | 1   | USO Nevers                                                                                   | \| Stade Aurillacois Aviron Bayonnais AS Béziers Biarritz Olympique US Carcassonne Colomiers Rugby US Dax Stade Montois US Montauban RC Massy RC Narbonne USO Nevers USA Perpignan Soyaux Angoulême XV RC Vannes FC Grenoble \| |
| Stade Aurillacois Aviron Bayonnais AS Béziers Biarritz Olympique US Carcassonne Colomiers Rugby US Dax Stade Montois US Montauban RC Massy RC Narbonne USO Nevers USA Perpignan Soyaux Angoulême XV RC Vannes FC Grenoble |     |                                                                                              | |

## Clasificación
|  |     | Equipos            |  | PJ | PG | PE | PP | TF  | TC  | Dif  | PBO | PBD | Pts |
|  | --- | ------------------ |  | -- | -- | -- | -- | --- | --- | ---- | --- | --- | --- |
|  | 1.  | USA Perpignan      |  | 30 | 20 | 1  | 9  | 919 | 571 | +348 | 12  | 2   | 97  |
|  | 2.  | US Montauban       |  | 30 | 20 | 2  | 8  | 679 | 546 | +133 | 4   | 4   | 92  |
|  | 3.  | FC Grenoble        |  | 30 | 20 | 1  | 9  | 775 | 667 | +108 | 4   | 2   | 88  |
|  | 4.  | Stade Montois      |  | 30 | 17 | 0  | 13 | 753 | 540 | +213 | 12  | 5   | 84  |
|  | 5.  | AS Béziers         |  | 30 | 19 | 1  | 10 | 756 | 670 | +86  | 4   | 2   | 84  |
|  | 6.  | Biarritz Olympique |  | 30 | 17 | 0  | 13 | 789 | 694 | +95  | 7   | 5   | 80  |
|  | 7.  | USO Nevers         |  | 30 | 15 | 0  | 15 | 656 | 580 | +76  | 6   | 3   | 69  |
|  | 8.  | Aviron Bayonnais   |  | 30 | 14 | 1  | 15 | 732 | 764 | –32  | 5   | 6   | 69  |
|  | 9.  | Colomiers Rugby    |  | 30 | 14 | 1  | 15 | 637 | 678 | –41  | 6   | 5   | 69  |
|  | 10. | RC Vannes          |  | 30 | 12 | 0  | 18 | 721 | 739 | –18  | 6   | 8   | 62  |
|  | 11. | Stade Aurillacois  |  | 30 | 13 | 1  | 16 | 641 | 716 | –75  | 2   | 5   | 61  |
|  | 12. | RC Massy           |  | 30 | 13 | 0  | 17 | 633 | 682 | –49  | 2   | 5   | 59  |
|  | 13. | SA Charente        |  | 30 | 13 | 1  | 16 | 592 | 661 | –69  | 2   | 3   | 59  |
|  | 14. | US Cascassonne     |  | 30 | 11 | 0  | 19 | 585 | 767 | –182 | 4   | 5   | 53  |
|  | 15. | US Dax             |  | 30 | 9  | 1  | 20 | 602 | 767 | –165 | 2   | 6   | 46  |
|  | 16. | RC Narbonne        |  | 30 | 7  | 2  | 21 | 547 | 975 | –428 | 2   | 1   | 35  |

Pts = Puntos totales; PJ = Partidos Jugados; G = Partidos Ganados; E = Partidos Empatados; P = Partidos Perdidos; PF = Puntos a favor; PC = Puntos en contra; Dif = Diferencia de puntos; PBO = Bonus ofensivos; PBD = Bonus defensivos

## Fase Final

### Cuartos de final
| 21 de abril de 2018 | Mont-de-Marsan | 31 - 23 | Béziers |  |  |

| 21 de abril de 2018 | Grenoble | 33 - 26 | Biarritz |  |  |

### Semifinal
| 28 de abril de 2018 | Montauban | 15 - 22 | Grenoble |  |  |

| 29 de abril de 2018 | Perpignan | 28 - 8 | Mont-de-Marsan |  |  |

### Final
| 6 de mayo de 2018 | USA Perpignan | 38 - 13 | Grenoble |  |  |

| Bandera de Francia    |
| Campeón USA Perpignan |
| Primer título         |

## Resultados en detalle

### Cuadro de resultados
| Clubs                 | ANG   | AUR   | BAY   | BEZ   | BIA   | CAR   | COL   | DAX   | GRE   | MAS   | SM    | USM   | NAR   | NEV   | PER   | RCV   |
| --------------------- | ----- | ----- | ----- | ----- | ----- | ----- | ----- | ----- | ----- | ----- | ----- | ----- | ----- | ----- | ----- | ----- |
| Angoulême XV          |       | 25-10 | 19-6  | 32-8  | 26-22 | 26-16 | 30-10 | 10-13 | 10-19 | 23-19 | 16-13 | 7-16  | 25-12 | 27-5  | 30-30 | 23-19 |
| Stade Aurillocais     | 21-7  |       | 20-24 | 24-14 | 25-23 | 41-10 | 23-30 | 36-24 | 30-14 | 24-20 | 31-26 | 16-22 | 15-6  | 33-23 | 38-18 | 19-14 |
| Aviron Bayonnais      | 41-12 | 26-22 |       | 27-23 | 24-30 | 52-26 | 23-22 | 51-15 | 21-26 | 44-36 | 18-15 | 20-5  | 53-0  | 9-27  | 12-30 | 34-14 |
| AS Béziers            | 24-34 | 31-27 | 35-30 |       | 24-20 | 27-10 | 22-19 | 26-10 | 38-8  | 44-31 | 28-18 | 12-12 | 19-34 | 36-22 | 21-8  | 29-27 |
| Biarritz Olympique PB | 34-24 | 38-16 | 17-14 | 18-9  |       | 19-6  | 36-13 | 23-22 | 37-14 | 36-30 | 24-15 | 58-31 | 41-18 | 32-20 | 37-11 | 46-25 |
| US Carcassonne        | 24-13 | 40-14 | 32-16 | 19-38 | 16-3  |       | 35-29 | 43-24 | 18-23 | 10-49 | 0-22  | 17-18 | 52-17 | 24-14 | 19-29 | 27-30 |
| Colomiers Rugby       | 26-6  | 18-13 | 36-13 | 13-26 | 22-17 | 25-19 |       | 31-12 | 23-16 | 49-24 | 17-11 | 34-3  | 25-9  | 3-29  | 27-25 | 40-19 |
| US Dax                | 23-28 | 20-9  | 20-20 | 15-23 | 19-16 | 13-18 | 30-25 |       | 13-28 | 27-17 | 13-29 | 16-20 | 35-16 | 24-11 | 16-26 | 34-28 |
| FC Grenoble           | 25-20 | 46-23 | 28-23 | 33-23 | 39-28 | 30-5  | 58-23 | 28-14 |       | 26-22 | 26-21 | 24-21 | 31-9  | 13-10 | 17-24 | 58-28 |
| RC Massy Essonne      | 23-14 | 26-16 | 14-19 | 19-27 | 31-24 | 13-9  | 18-11 | 21-19 | 37-14 |       | 12-6  | 10-11 | 42-18 | 23-11 | 19-11 | 20-13 |
| Stade Montois         | 38-12 | 17-16 | 68-15 | 43-12 | 29-3  | 39-23 | 29-7  | 26-23 | 13-19 | 24-6  |       | 17-12 | 50-8  | 16-12 | 23-18 | 38-11 |
| US Montauban          | 36-21 | 12-12 | 25-20 | 30-27 | 43-20 | 13-16 | 16-11 | 30-20 | 25-23 | 26-10 | 28-12 |       | 34-10 | 36-20 | 20-22 | 73-0  |
| RC Narbonne           | 29-25 | 17-31 | 26-21 | 21-68 | 24-56 | 23-19 | 23-23 | 13-41 | 29-29 | 29-15 | 41-23 | 13-18 |       | 24-47 | 13-24 | 28-21 |
| USO Nevers            | 34-19 | 31-8  | 17-28 | 12-19 | 26-12 | 22-12 | 16-12 | 30-13 | 17-16 | 32-3  | 33-15 | 16-18 | 16-6  |       | 34-9  | 24-21 |
| USA Perpignan         | 37-14 | 56-12 | 66-6  | 22-23 | 56-3  | 73-7  | 40-13 | 51-25 | 42-23 | 41-13 | 20-44 | 30-6  | 26-3  | 35-19 |       | 16-12 |
| RC Vannes             | 28-14 | 38-16 | 38-22 | 32-0  | 22-16 | 12-13 | 37-0  | 34-9  | 20-21 | 24-10 | 36-13 | 12-19 | 50-28 | 34-26 | 22-23 |       |